# رابحة (فلم)
رابحة هو فيلم مصري تم إنتاجه عام 1943، إخراج نيازي مصطفى و بطولة كوكا وبدر لاما.

## قصة الفيلم
رابحة (كوكا) راعية غنم جميلة من قبيلة بني عامر، والدها الشيخ سعفان (عباس فارس) شيخ القبيلة، وابن عمها مهنى (سراج منير) يطمع في الزواج بها رغم أن لديه ثلاث زوجات. نبيل مختار (بدر لاما) مهندس يهوى ركوب الخيل وكان والده محافظًا للإقليم ويعيش مع عمته صفية (نجمة إبراهيم) وعمه غندور (بشارة واكيم). في أحد رحلات الصيد قرب مضارب بني عامر وقع نبيل من فوق جواده وأصيب بإغماء وتصادف أن مرت عليه رابحة، وحاولت إفاقته وناولته بعض من لبن عنزتها فشرب ورأى عينيها، وأغشى عليه ثانية حتى عثر عليه أصدقائه. زار نبيل مرسم صديقته مس سوليفان (مس جريس جرو)، و وجد لديها لوحة لذات العينين الجميلتين وعلم منها أنها رابحة من بني عامر، ذهب لزيارة بني عامر هو وعمه فشاهدوا مهنى يحاول الاعتداء على مس سوليفان، فتصدى له نبيل ودار شجار بينهم أنهاه الشيخ سعفان، ودعاهم لعرس بدوي وخلال الحديث علم نبيل أن لبني عبيد ثأر قديم مع المحافظ السابق مختار (والده)، وحينما عرفوه أرادوا قتله إلا أن الشيخ سعفان أجارهم. تعددت لقاءات نبيل ورابحة وولدت قصة حب بينهم واتفقا على الزواج. أغارت قبيلة بنى عبيد على مضارب بني عامر واحتلتها وسلبت أغنامهم ومحاصيلهم. ذهب نبيل ومعه صديقه المأمور (محمد عطية) لخطبة رابحة، ولكن مهنى رفض، وطلبها من عمه لنفسه، ويوم العرس قام نبيل بخطف رابحة، وترك رسالة بأنه سيتزوجها. وعاشت رابحة في القصر مع عمته صفيه التي لم تكن راضية عن تلك الزيجة للفارق الاجتماعي. قام مهنى وأفراد قبيلته بحرق محاصيل أرض نبيل وكسر ساقيته وحاولوا حرق القصر. ونظرًا لما حدث بسبب رابحة قررت العودة لأهلها، مستغلة غياب نبيل حيث خرج في حملة مع المأمور، لإعادة أراضي بني عامر التي سلبتها بني عبيد ونجحوا في إعادة كل شيء، والقبض على بني عبيد. في نفس الوقت سلم الشيخ سعفان ابنته رابحة إلى مهنى الذي ذهب بها إلى الجبل لقتلها، وحينما حضر نبيل أخبره والدها بمكانهم فسارع خلفهم، وأنقذ رابحة من مهنى بعد صراع شديد بينهم، وكاد مهنى أن يسقط من فوق الجبل ولكن نبيل أنقذه، ولما علم مهنى بأن نبيل هو الذي أعاد لهم أرضهم رحب به ووافق على زواجه من رابحة، خصوصًا بعد أن علم أنه من أصول عربية.

## فريق العمل
إخراج: نيازي مصطفى
تأليف:
- بيرم التونسي
- محمود تيمور
- نيازي مصطفى

بطولة:
- كوكا (رابحة)
- بدر لاما (نبيل)
- سراج منير (مهنى)
- عباس فارس (الشيخ سعفان)
- بشارة واكيم (غندور)
- نجمة إبراهيم (صفية)
- فؤاد الرشيدي
- عبد الحليم مرسي
- ثريا فخري

## روابط خارجية
- مقالات تستعمل روابط فنية بلا صلة مع ويكي بيانات